# Phyllanthus ivohibeus
Phyllanthus ivohibeus är en emblikaväxtart som beskrevs av Jacques Désiré Leandri. Phyllanthus ivohibeus ingår i släktet Phyllanthus och familjen emblikaväxter. Inga underarter finns listade i Catalogue of Life.